# Cops (2018)
Cops ist ein österreichischer Spielfilm aus dem Jahr 2018 von Stefan A. Lukacs mit Laurence Rupp in der Hauptrolle. Die Premiere erfolgte am 25. Jänner 2018 im Rahmen des Filmfestival Max Ophüls Preis, wo der Film in den Hauptwettbewerb eingeladen wurde und mit dem Publikumspreis Spielfilm sowie dem Preis für den gesellschaftlich relevanten Film ausgezeichnet wurde. In Österreich wurde der Film im März 2018 auf Diagonale gezeigt, wo der Film ebenfalls mit dem Publikumspreis ausgezeichnet wurde. Am 21. September 2018 kam der Film in die österreichischen Kinos.

## Handlung
Christoph „Burschi“ Horn ist ein bei der WEGA, einer Sondereinheit der österreichischen Polizei in Wien, in Ausbildung befindlicher ehrgeiziger Rekrut. Kampf und Gruppendruck zählen zu seinem Alltag. In vermeintlicher Notwehr schießt er mehrmals auf Harald Malinowski, einen mit einem Messer bewaffneten psychisch kranken Mann, der in der Folge verstirbt. Von seinen Kollegen, darunter sein Vorgesetzter Konstantin Blago, der sich dafür bedankt, ihm das Leben gerettet zu haben, sowie den Kameraden Toni Woschitz und Lukas Dörfler, wird er als Held gefeiert.
Christophs Arzt sowie sein Vater Heinz, der früher Kommandant der Polizeiinspektion am Karlsplatz war und nach einem Burnout als Fanbetreuer bei der Polizei arbeitet, legen ihm nach dem traumatischen Ereignis eine mehrwöchige Krankschreibung nahe. Christoph lehnt jedoch ab und versucht den Schein des starken Mannes zu wahren, um den Helden-Status bei seinen Kollegen nicht zu verlieren.
Bald darauf beginnt er an Trauma-Symptomen wie Flashbacks und Panikattacken zu leiden. Er möchte das Geschehene verdrängen und flüchtet sich immer öfter in Gewaltexzesse. So schlägt er beispielsweise bei einem Polizeieinsatz bei einem Fußballspiel auf einen Fan ein. Von seinem Vater wird er dafür kritisiert und als „Reserve-Rambo“ bezeichnet. Außerdem wird er gegenüber seiner Freundin Nicky Winter, die ebenfalls Polizistin in Ausbildung ist, aggressiv.
Bei der Tatrekonstruktion durch Chefinspektor Rudi Hofer kritisiert Bezirksinspektorin Marianne Kelch den Einsatz der WEGA, sie hätte die Situation bis zu deren Eintreffen vollkommen im Griff gehabt. Malinowski habe das Messer nach dem ersten Schuss fallengelassen. Christoph muss nach der Tatrekonstruktion medizinisch versorgt werden, sein Vorgesetzter Konstantin Blago lässt ihn daraufhin fallen und meint, Christoph habe nicht das Zeug zum WEGA-Mann. Christoph flüchtet sich daraufhin in den Alkohol.
Beim Begräbnis von Malinowski bezeichnet Bezirksinspektorin Kelch gegenüber Christoph den Einsatz als fahrlässige Tötung, während Christoph auf Nothilfe besteht. Sie gibt Blago die Schuld, dass die Situation eskaliert ist, er hätte die Tür zu Malinowski nicht aufbrechen dürfen und möchte das in ihrem Bericht an die Staatsanwaltschaft angeben. Christoph solle sich ihrer Aussage anschließen, nach ihrer Meinung solle Blago weg von der Straße. Nachdem ihm Christoph davon erzählt, nimmt ihn Blago wieder unter seine Fittiche und Christoph fährt wieder mit ihm auf Einsätze. Kelch wird in der Folge von einem maskierten Täter schwer verletzt, Christoph findet heraus, dass Toni Woschitz es war, der Kelch ins Koma geprügelt hatte, um seinen Vorgesetzten Blago zu schützen.
Nach der Angelobung und Ausmusterung wird WEGA-Polizist Christoph zu einem Einsatz gerufen, Polizistin Nicky ist bereits vor Ort. Eine Frau droht sich mit ihrem kleinen Kind aus dem Fenster eines Hochhauses zu stürzen. Nachdem Christoph versucht die Situation zu deeskalieren und beruhigend auf die Frau einredet, gelingt es ihm, das Kind zu retten, die Frau stürzt sich jedoch aus dem Fenster.

## Produktion und Hintergrund
Die Dreharbeiten fanden im Juni und Juli 2017 statt, gedreht wurde in Wien. Unterstützt wurde der Film vom Österreichischen Filminstitut und dem Filmfonds Wien, beteiligt war der Österreichische Rundfunk. Produziert wurde der Film von Golden Girls Filmproduktion.
Für den Ton zeichnete Claus Benischke-Lang verantwortlich, für das Kostümbild Monika Buttinger und Gabriele Heinemann, für die Maske Birgit Beranek, für das Szenenbild Julia Oberndorfinger und Attila Plangger, für das Casting Lisa Oláh und für die Spezialeffekte Philip Kelch und Thomas Weilguny. Die Musik stammt von den Sofa Surfers.
Bei diesem Film handelt es sich um das Langspielfilmdebüt des Regisseurs und Drehbuchautors Stefan A. Lukacs, der bereits 2012 im Kurzspielfilm Void, ebenfalls mit Laurence Rupp und Anton Noori, die Geschichte des von WEGA-Beamten misshandelten Asylwerbers Fall Bakary J. erzählte.
Der Film wurde 2021 im Rahmen der Edition österreichischer Film von Hoanzl und dem Standard auf DVD veröffentlicht.

## Auszeichnungen und Nominierungen
Filmfestival Max Ophüls Preis 2018
- Publikumspreis Spielfilm
- Preis für den gesellschaftlich relevanten Film
- Auszeichnung in der Kategorie Bester Schauspielnachwuchs (Nebenrolle) (Anna Suk)[12]

Thomas-Pluch-Drehbuchpreis 2018
- Nominierung für den Hauptpreis und den Spezialpreis[13]

Diagonale 2018
- Publikumspreis
- Schauspielpreis für das gesamte Ensemble[14][4]

Internationales Filmfest Braunschweig 2018
- Braunschweiger Filmpreis für die beste Newcomerin (Anna Suk)[15]

Österreichischer Filmpreis 2019
- Auszeichnung für die Beste männliche Hauptrolle (Laurence Rupp)
- Nominierung für die Beste weibliche Nebenrolle (Maria Hofstätter)
- Auszeichnung für die Beste männliche Nebenrolle (Anton Noori)
- Nominierung für die Beste Musik (Wolfgang Frisch und Markus Kienzl)
- Auszeichnung für die Beste Tongestaltung (Originalton Claus Benischke-Lang, Sounddesign Thomas Pötz, Sebastian Watzinger, Mischung: Thomas Pötz)

Romyverleihung 2019
- Nominierung in der Kategorie Bestes Buch Kinofilm (Stefan Lukacs)[18]

## Kritik
„Cops“ erhielt vorwiegend positive Kritiken in den österreichischen Medien.
Christian Klosz vom Online-Filmmagazin „Film plus Kritik“ etwa meinte: „‚Cops‘ ist ein Film, den man im Englischen wohl mit dem Begriff ‚visceral‘ beschreiben müsste: Ein unterhaltsamer Schlag in die Magengrube, dabei reflektiert und klug, herrschende Zustände beschreibend und hinterfragend – ohne mit dem Zeigefinger belehren oder einfache Antworten liefern zu wollen. Die Wiener Spezialeinheit der Polizei, die WEGA, wird als – einer der letzten? – Horte des gepflegten Machoismus gezeichnet... doch wie immer ist übersteigerte Männlichkeit brüchig, liegen oft fragwürdige Motive hinter der rauen Fassade, ist der agile, aufgepumpte, stets einsatzbereite Körper das verkehrte Zerrbild zweifelnder, fragiler Psychen.“